# Raisins
Raisins is aflevering 110 (#714) van de animatieserie South Park. In de Verenigde Staten werd de aflevering voor het eerst uitgezonden op 10 december 2003.

## Verhaal
Als Stan van Bebe te horen heeft gekregen dat Wendy heeft besloten het uit te maken met hem, zeggen de andere jongens dat het Stan niet kan schelen. In werkelijkheid maakt het Stan wél uit. In een poging Wendy terug te krijgen, laat Stan Kyle en Jimmy met haar praten, maar dat mislukt.
Om Stan Wendy te doen vergeten, nemen zijn vrienden hem mee naar Raisins, een restaurant waar minderjarige meisjes met veel make up de gasten moeten vermaken en bedienen. Voor Stan heeft het bezoek aan het restaurant geen zin, maar Butters wordt verliefd op een van de werkneemsters, genaamd Lexus. Al snel wordt zij een obsessie voor hem en denkt hij dat ze een stelletje zijn, terwijl Lexus duidelijk alleen maar aanhalig tegen hem doet wanneer hij geld uitgeeft in Raisins. Butters geeft hierdoor al zijn zakgeld uit in Raisins.
Als Stan ontdekt dat Wendy iets met Token heeft en opmerking van Kyle verkeerd interpreteert, sluit hij zich aan bij de "Goth Kids".
Butters vraagt aan zijn ouders meer geld om aan Lexus uit te geven en nodigt hen uit om Lexus te ontmoeten. Vader en moeder Stotch gaan met Butters mee naar Raisins, maar hebben al snel door dat Lexus totaal niet om Butters geeft en dat ze slechts haar werk doet. Butters gelooft ze eerst niet, maar als Lexus dit ook aan hem duidelijk maakt wordt hij zeer ongelukkig. Als de Goth Kids, inclusief Stan, hem zien huilen, vragen ze of hij tot hun club wil toetreden. Butters vertelt dan echter dat verdrietig zijn juist bij het leven hoort en dat je als je je slecht voelt, je ooit ook goed moet hebben gevoeld. Stan is het met hem eens en als hij de volgende dag Wendy en Token hand in hand ziet lopen, noemt hij Wendy een bitch en steekt hij zijn middelvinger op naar Token. Hierop zijn zijn vrienden blij dat hij weer de oude is.

## Culturele verwijzingen
- Raisins is een parodie op de restaurantketen Hooters. Hooters is straattaal voor zowel 'uil' als 'grote borsten'. Raisins (rozijntjes) is daar weer een woordspeling op, namelijk op de kleine borsten van jongere meisjes. Net als bij de restaurantketen Hooters, die de nadruk legt op erotische aantrekkingskracht, gedragen de serveerstertjes zich enigszins uitdagend jegens hun mannelijke klanten.
- Alle meisjes die bij Raisins werken zijn naar een automerk vernoemd, zoals Lexus, Porsche, Mercedes en Ferrari.
- De meisjes van Raisins zingen YMCA van Village People.
- Om Wendy te heroveren, wordt Stan door een vriendinnetje van Wendy geadviseerd om haar een serenade met Peter Gabriel-muziek te brengen.

## Trivia
- Kenny gaat niet dood in deze episode.